# ایر آرمنیا
ایر آرمنیا (ارمنی: Էյր Արմենիա; انگلیسی: Air Armenia) یک شرکت هواپیمایی با کد یاتا QN است که در تاریخ ۲۰۰۳ میلادی تأسیس شده‌است. از سال ۲۰۱۹ پرواز های خود را به تهران به عنوان بزرگترین شریک تجاری ارمنستان آغاز کرد . 
دفتر مرکزی ایر آرمنیا در شهر ایروان کشور ارمنستان واقع شده‌است و قطب این شرکت هواپیمایی در فرودگاه بین‌المللی زوارتنوتس قرار دارد و به ۱۰ مقصد، پرواز مستقیم انجام می‌دهد.

## مقصدهای پروازی
بنا بر داده‌های اکتبر ۲۰۱۴ میلادی، ایر آرمنیا به مقصدهای زیر پرواز انجام می‌دهد: (تا اطلاع ثانوی همهٔ پروازهای این شرکت لغو شده‌اند)